# Dragon Ball Z: Budokai
Dragon Ball Z: Budokai, conegut simplement com Dragon Ball Z (ドラゴンボールZ, Doragon Bōru Zetto) al Japó, és una sèrie de videojocs de lluita en 3D basat en el popular manga i anime Bola de Drac, i les seues sub-sèries Bola de Drac Z i Bola de Drac GT, per Akira Toriyama. Tots els jocs van ser desenvolupats per Dimps i distribuïts per Atari, a excepció del Japó que van ser distribuïts per Bandai.

## Jugabilitat
En cada joc de la sèrie el jugador controla un o més personatges directament basats en els de Bola de Drac Z. Com en la majoria dels jocs de baralla els jugadors enfronten al seu personatge contra altres personatges controlats ja siga per un altre jugador o per l'AI del joc, depenent del mode de joc en què es trobe. El jugador també té la possibilitat d'enfrontar-se contra dos personatges controlats per l'ordinador. L'objectiu de cada baralla és reduir la vida de l'oponent a zero usant atacs bàsics i atacs especials específics de cada personatge basades en el material original. Per exemple Son Gokū utilitza el seu Kame Hame Ha mentre Vegeta utilitza el Garlick Hō. Per a usar aquests atacs els personatges tenen una barra de Ki que es gasta cada vegada que s'executa un atac especial. Alguns personatges també tenen l'habilitat de transformar-se o fusionar-se, com Gokū o Vegeta convertint-se en Super Guerrer o Trancs i Son Goten fusionant-se en Gotrancs.
La jugabilitat en Shin Budokai és, en la seua majoria, igual els Budokai, no obstant això, diversos elements de Dragon Ball Z: Budokai Tenkaichi poden trobar-se a causa del productor Ryo Mito, qui està darrere del desenvolupament dels jocs Budokai Tenkaichi, també treballa en aquests jocs.
Cada joc posseeix nombrosos modes que ofereixen diferents estils de joc. El model d'història està basat en l'argument de l'anime i manga, Shin Budokai - Another Road és una excepció. Cada joc agrega noves modes, i també afegeix noves característiques als jocs.

## Personatges
| Personatge                                  | Budokai | Budokai 2 | Budokai 3 | Shin Budokai | Another Road |
| ------------------------------------------- | ------- | --------- | --------- | ------------ | ------------ |
| A 16                                        | Sí      | Sí        | Sí        | No           | No           |
| A 17                                        | Sí      | Sí        | Sí        | No           | No           |
| A 18                                        | Sí      | Sí        | Sí        | Sí           | Sí           |
| A 19                                        | Sí      | No        | No        | No           | No           |
| Dr. Gero                                    | No      | Sí        | Sí        | No           | No           |
| Bardock                                     | No      | No        | Sí        | No           | Sí           |
| Broly                                       | No      | No        | Sí        | Sí           | Sí           |
| Ginyu                                       | Sí      | Sí        | Sí        | No           | No           |
| Cèl·lula                                    | Sí      | Sí        | Sí        | Sí           | Sí           |
| Cèl·lula Jr                                 | No      | No        | Sí        | No           | No           |
| Coola                                       | No      | No        | Sí        | Sí           | Sí           |
| Dabra                                       | No      | Sí        | Sí        | No           | Sí           |
| Dodoria                                     | Sí      | No        | No        | No           | No           |
| Freeza                                      | Sí      | Sí        | Sí        | Sí           | Sí           |
| Goku                                        | Sí      | Sí        | Sí        | Sí           | Sí           |
| Goku de petit                               | No      | No        | Sí        | No           | No           |
| Son Gohan                                   | No      | Sí        | Sí        | Sí           | Sí           |
| Son Gohan de petit                          | Sí      | Sí        |           | Sí           | Sí           |
| Son Gohan del futur                         | No      | No        | Sí        | No           | Sí           |
| Son Gohan nen                               | Sí      | No        | Sí        | No           | No           |
| Gogeta                                      | No      | No1       | Sí1       | Sí           | Sí           |
| Son Goten                                   | No      | Sí        | Sí        | No           | No           |
| Gotenks                                     | No      | Sí1       | Sí1       | Sí           | Sí           |
| Gran Saiyaman                               | Sí      | Sí        | Sí        | No           | No           |
| Mr. Satàn                                   | Sí      | Sí        | Sí        | No           | No           |
| Janemba                                     | No      | No        | No        | Sí           | Sí           |
| Kaiō Shin del Est                           | No      | Sí        | Sí        | No           | No           |
| Kid Buu                                     | No      | Sí        | Sí        | Sí           | Sí           |
| Krilin                                      | Sí      | Sí        | Sí        | Sí           | Sí           |
| Monstre Boo                                 | No      | Sí        | Sí        | No           | Sí           |
| Super Buu (dolent)                          | No      | Sí        | Sí        | No           | Sí           |
| Nappa                                       | Sí      | Sí        | Sí        | No           | No           |
| Cor petit                                   | Sí      | Sí        | Sí        | Sí           | Sí           |
| Paikuhan                                    | No      | No        | No        | Sí           | Sí           |
| Raditz                                      | Sí      | Sí        | Sí        | No           | No           |
| Recoome                                     | Sí      | Sí        | Sí        | No           | No           |
| Saibaiman                                   | No      | No        | Sí        | No           | No           |
| Ten Shin Han                                | Sí      | Sí        | Sí        | No           | No           |
| Trunks                                      | Sí      | Sí        | Sí        | Sí           | Sí           |
| Trunks de nen                               | No      | Sí        | Sí        | No           | No           |
| Trunks del futur                            | No      | No        | No        | No           | Sí           |
| Uub                                         | No      | No        | Sí        | No           | No           |
| Vegeta                                      | Sí      | Sí        | Sí        | Sí           | Sí           |
| Vegetto                                     | No      | Sí1       | Sí1       | Sí           | Sí           |
| Videl                                       | No      | Sí        | Sí        | No           | No           |
| Yamcha                                      | Sí      | Sí        | Sí        | No           | No           |
| Super Yi Xing Long                          | No      | No        | Sí        | No           | No           |
| Zarbon                                      | Sí      | No        | No        | No           | No           |
| Notes: 1. Marca d'una fusió del personatge. |         |           |           |              |              |